# Leda dos Santos
Leda Teixeira dos Santos, mais conhecida como Leda dos Santos (Porto Alegre, 22 de fevereiro de 1936) é uma atleta brasileira especialista em provas de pentatlo.
É considerada uma das maiores atltetas do Clube de Regatas do Flamengo, e por isso seu nome está eternizado na Calçada da Fama do Clube.
Disputou a prova dos 80 m com barreiras nos Jogos Pan-Americanos de 1963, terminando na 5ª posição.
Em 1965, ela venceu a prova do pentatlo moderno nos Jogos Mundiais da Primavera.